# Trotogonia
Trotogonia là một chi bướm đêm thuộc họ Geometridae.